# キエフ大公

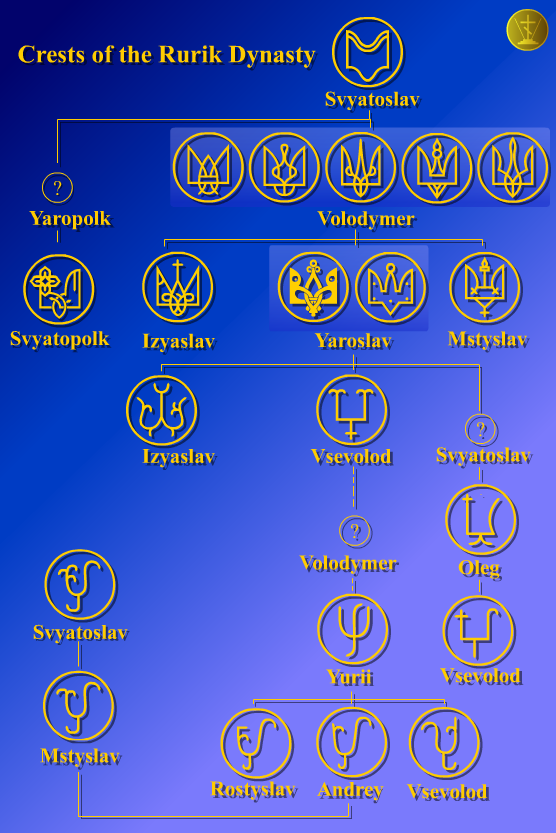
キエフ・ルーシの大公たちの印形あるいは紋。ルーシの支配者であったリューリク朝は三叉戟を用いたシンボルを家紋にしていた。

キエフ大公（キエフたいこう、ウクライナ語：Великий князь Київський）は、9世紀から13世紀にかけてキエフ大公国とその首都キエフを治める君主の称号である。
（本頁の一覧にはキエフ公も含む。）

## 歴代の公・大公
- アスコルド・ジール　（在位：862年 - 882年）
- オレグ（在位：882年 - 912年/922年）

### リューリク朝
- イーゴリ1世(在位：913年/923年 - 945年)
  - 摂政オリガ（在位：945年 - 964年）
- スヴャトスラフ1世（在位：945年 - 973年?）
- ヤロポルク1世（在位：973年 - 978年）
- ウラジーミル1世（聖公）（在位：978年 - 1015年）
- スヴャトポルク1世（在位：1015年 - 1016年）1度目
- ヤロスラフ1世（賢公）（在位：1017年） 1度目
- スヴャトポルク1世（在位：1018年 - 1019年）2度目
- ヤロスラフ1世（在位：1019年 - 1054年）2度目
- イジャスラフ1世（在位：1054年 - 1068年）1度目
- フセスラフ（在位：1068年 - 1069年）
- イジャスラフ1世（在位：1069年 - 1073年）2度目
- スヴャトスラフ2世（在位：1073年 - 1075年）
- フセヴォロド1世（在位：1075年 - 1076年）1度目
- イジャスラフ1世（在位：1076年 - 1078年）3度目
- フセヴォロド1世（在位：1078年 - 1093年）2度目
- スヴャトポルク2世（在位：1093年 - 1113年）
- ウラジーミル2世モノマフ（在位：1113年 - 1125年）
- ムスチスラフ1世（在位：1125年 - 1132年）
- ヤロポルク2世（在位：1132年 - 1139年）
- ヴャチェスラフ1世（在位：1139年）
- フセヴォロド2世（在位：1139年 - 1146年）
- イーゴリ2世（在位：1146年）
- イジャスラフ2世（在位：1146年 - 1149年）
- ユーリー1世ドルゴルーキー（在位：1149年 - 1150年）
- ヴャチェスラフ1世（在位：1150年）2度目
- イジャスラフ2世（在位：1150年）2度目
- ユーリー1世ドルゴルーキー（在位：1150年）2度目
- イジャスラフ2世（在位：1150年 - 1154年）3度目
- ロスチスラフ1世（在位：1154年）
- イジャスラフ3世（在位：1154年 - 1155年）1度目
- ユーリー1世ドルゴルーキー（在位：1155年 - 1157年）3度目
- イジャスラフ3世（在位：1157年 - 1159年）2度目
- ムスチスラフ2世（在位：1159年） 1度目
- ロスチスラフ1世（在位：1159年 - 1161年） 2度目
- イジャスラフ3世（在位：1161年）3度目
- ロスチスラフ1世（在位：1161年 - 1167年）3度目
- ムスチスラフ2世（在位：1167年 - 1169年）2度目
- グレプ（在位：1169年 - 1171年）
- ウラジーミル3世（在位：1171年）
- ロマン・ロスチスラヴィチ（在位：1171年）
- フセヴォロド3世（在位：1171年 - 1173年）
- ミハイル1世（在位：1172年）
- リューリク2世（在位：1173年 - 1174年）
- ヤロスラフ2世（在位：1174年）
- ロマン・ロスチスラヴィチ（在位：1174年 - 1176年）2度目
- リューリク2世（在位：1180年 - 1181年）2度目
- スヴャトスラフ3世（在位：1181年 - 1194年）
- リューリク2世（在位：1194年 - 1202年）3度目
- イングヴァリ1世（在位：1202年）
- リューリク2世（在位：1204年）4度目
- ロマン・ムスティスラーヴィチ（在位：1204年 - 1205年）
- ロスチスラフ2世（在位：1204年 - 1205年）
- リューリク2世（在位：1205年 - 1210年）5度目
- フセヴォロド4世（在位：1210年 - 1214年）
- ムスチスラフ3世（在位：1214年 - 1223年）
- ウラジーミル4世（在位：1223年 - 1235年）
- イジャスラフ4世（在位：1235年 - 1239年）
- ミハイル2世（在位：1239年）
- ロスチスラフ3世（在位：1239年）
- ダヌィーロ・ロマーノヴィチ（在位：1239年 - 1240年）＊代官による支配
- ミハイル2世　（在位：1241年 - 1246年）2度目
- ロスチスラフ4世（在位：1243年 - 1244年）
- ヤロスラフ3世　（在位：1246年）
- アレクサンドル1世（在位：1249年 - 1263年） - ジョチ・ウルスの封臣
- ヤロスラフ4世　（在位：1263年 - 1271年） - ジョチ・ウルスの封臣
- レフ1世 （在位：1271年 - 1301年）
- ウラジーミル5世(uk)（在位：1301年 - ? ） - ジョチ・ウルスの封臣
- スタニスラフ1世(uk)（在位：? - 1321年） - ジョチ・ウルスの封臣

### オルシャンスキー家
- ミンダウガス (uk) （在位：1321年 - 1324年）
- アルギマンタス(uk) （在位：1324年 - 1331年）
- テオドラス （在位：1331年 - 1362年） -ジョチ・ウルスの封臣

### ゲディミナス朝
- ヴラディミラス（ウラジーミル6世）（在位：1362年 - 1394年）
- スキルガイラ（在位：1395年 - 1397年）
- イヴァン (uk)（在位：1397年 - 1401年）
- アンドリイ (uk)（在位：1401年 - 1410年）
- ミハイロ（ミハイル3世）(uk)（在位：1422年 - 1432年）
- ミハイロ（ミハイル4世）(uk)（在位：1433年 - 1435年）
- シュヴィトリガイラ（在位：1432年 - 1440年）
- アレクサンドラス（アレクサンドル2世） (uk)（在位：1443年 - 1454年）
- セメーン (uk)（在位：1454年 - 1471年）